# Akanthusblättrige Eberwurz
Die Akanthusblättrige Eberwurz (Carlina acanthifolia) ist eine Pflanzenart aus der Gattung Eberwurzen (Carlina) in der Unterfamilie der Carduoideae innerhalb der Familie der Korbblütler (Asteraceae).

## Beschreibung

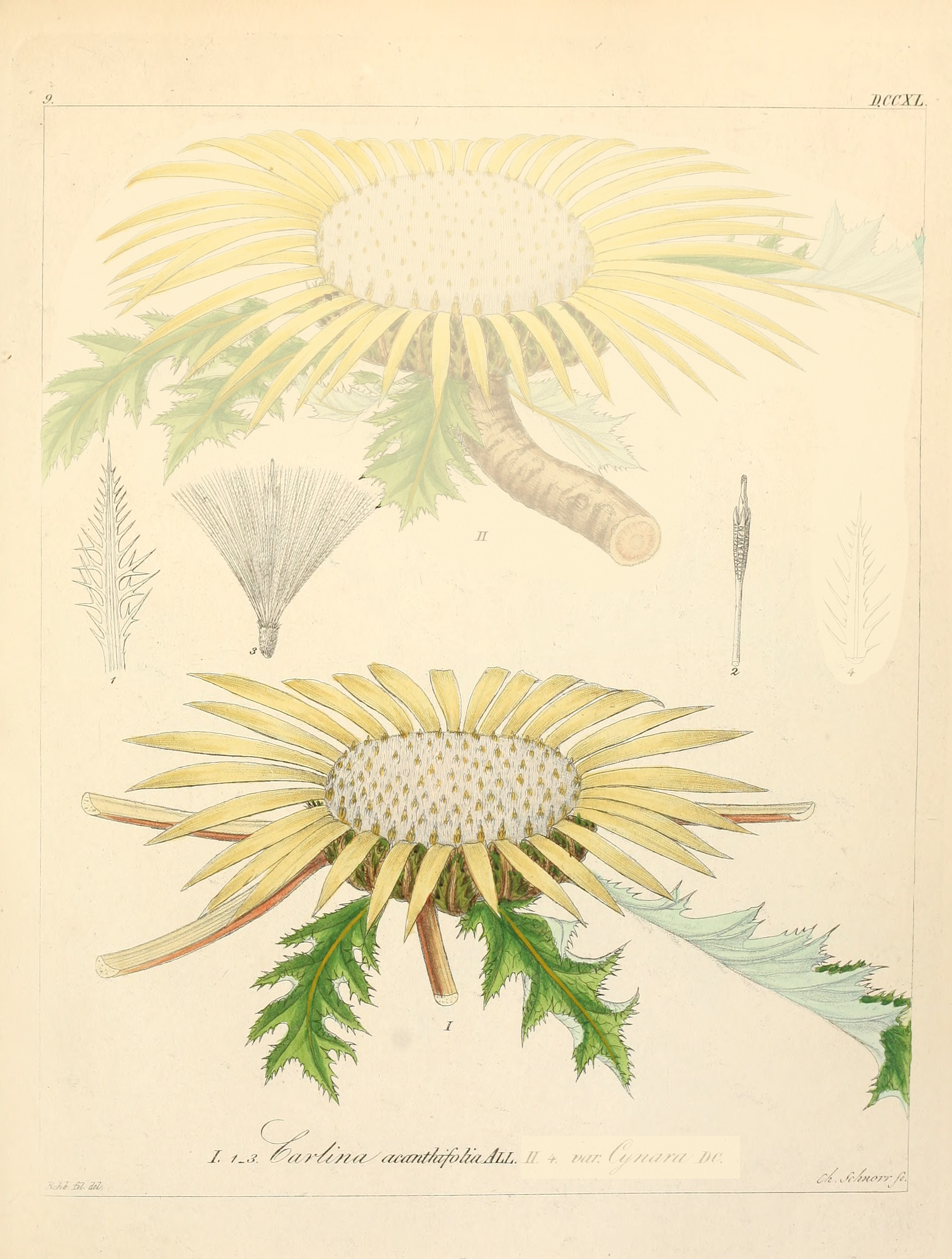
Illustration

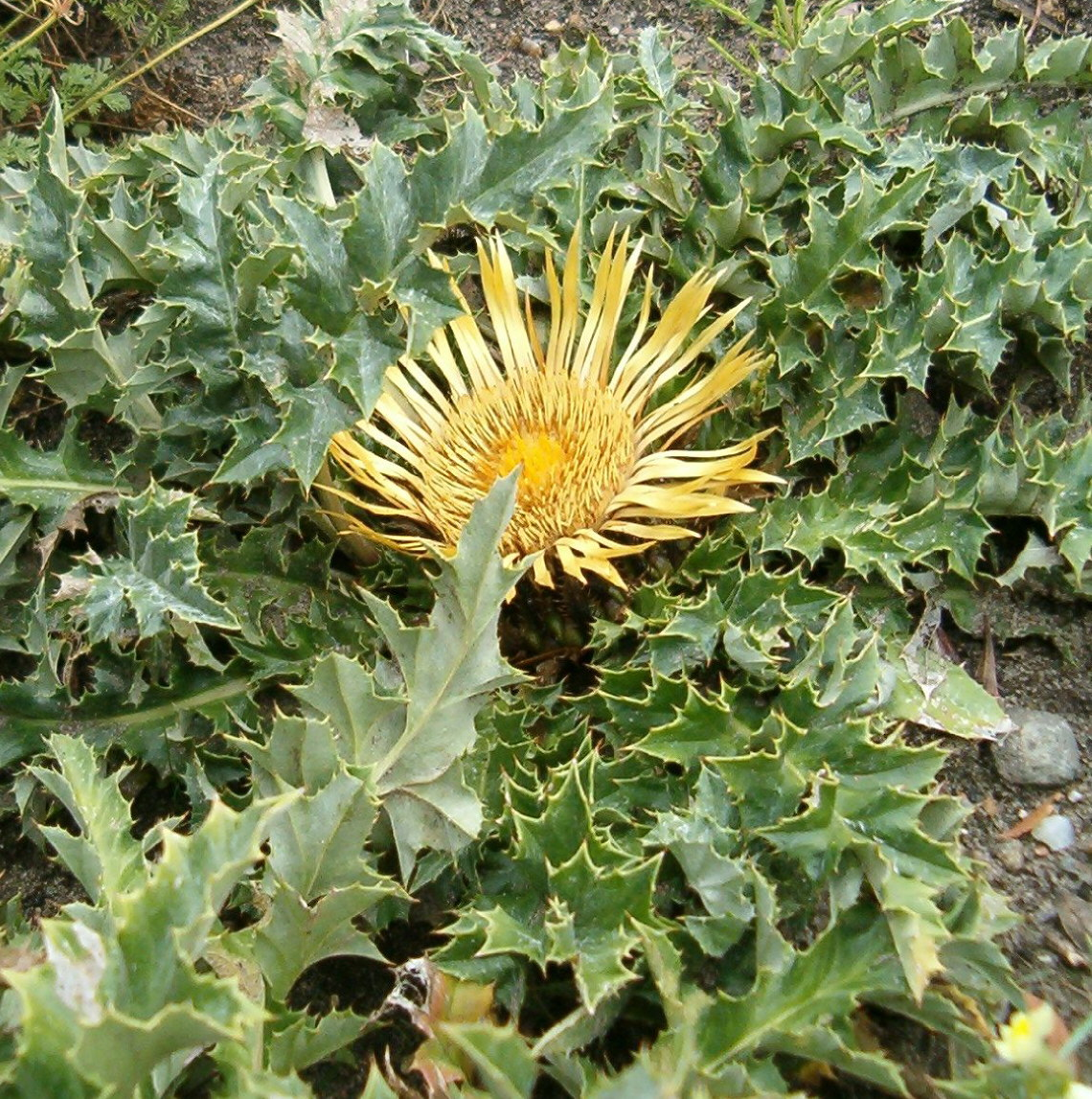
Habitus, Laubblätter und Blütenstand

### Vegetative Merkmale
Die Akanthusblättrige Eberwurz ist eine distelähnliche, mehrjährige krautige Pflanze. Ihr unverzweigter Stängel erreicht nur eine Wuchshöhe von bis zu 10 Zentimetern.
Die grünen Laubblätter sind in einer grundständigen Rosette angeordnet. Die bei einer Länge von 10 bis 30 Zentimetern sowie einer Breite von 6 bis 15 Zentimetern etwa bis zur Mitte fiederteiligen Blattspreiten sind wellig, unterseits dichtfilzig und stachelig gezähnt. Die Blattunterseite ist dicht filzig behaart.

### Generative Merkmale
Die Blütezeit reicht von Juli bis September. Der körbchenförmige Blütenstand steht einzeln und erreicht einen Durchmesser von 10 bis 15 Zentimetern oder meist 5 bis 7 (3 bis 8) Zentimetern oder 3 bis 7 Zentimetern. Von den goldgelben Hüllblättern sind die äußeren 25 bis 30 Millimeter lang, die inneren 35 bis 55 Millimeter lang, oberseits gelblich und unterseits bräunlich. Der Korbboden ist flach. Die Spreublätter sind am oberen Ende nicht keulig verdickt. Der Blütenkorb enthält viele lilafarbene Röhrenblüten.
Die Achänen sind 5 bis 6 Millimeter lang. Der Pappus ist 20 bis 25 Millimeter lang.
Die Chromosomenzahl beträgt x = 10; es liegt Diploidie mit einer Chromosomenzahl von 2n = 20 vor.

## Standorte
Carlina acanthifolia All. subsp. acanthifolia gedeiht in Höhenlagen von 500 bis 1800 Metern. Standorte sind hauptsächlich kalkhaltige Trockenrasen.

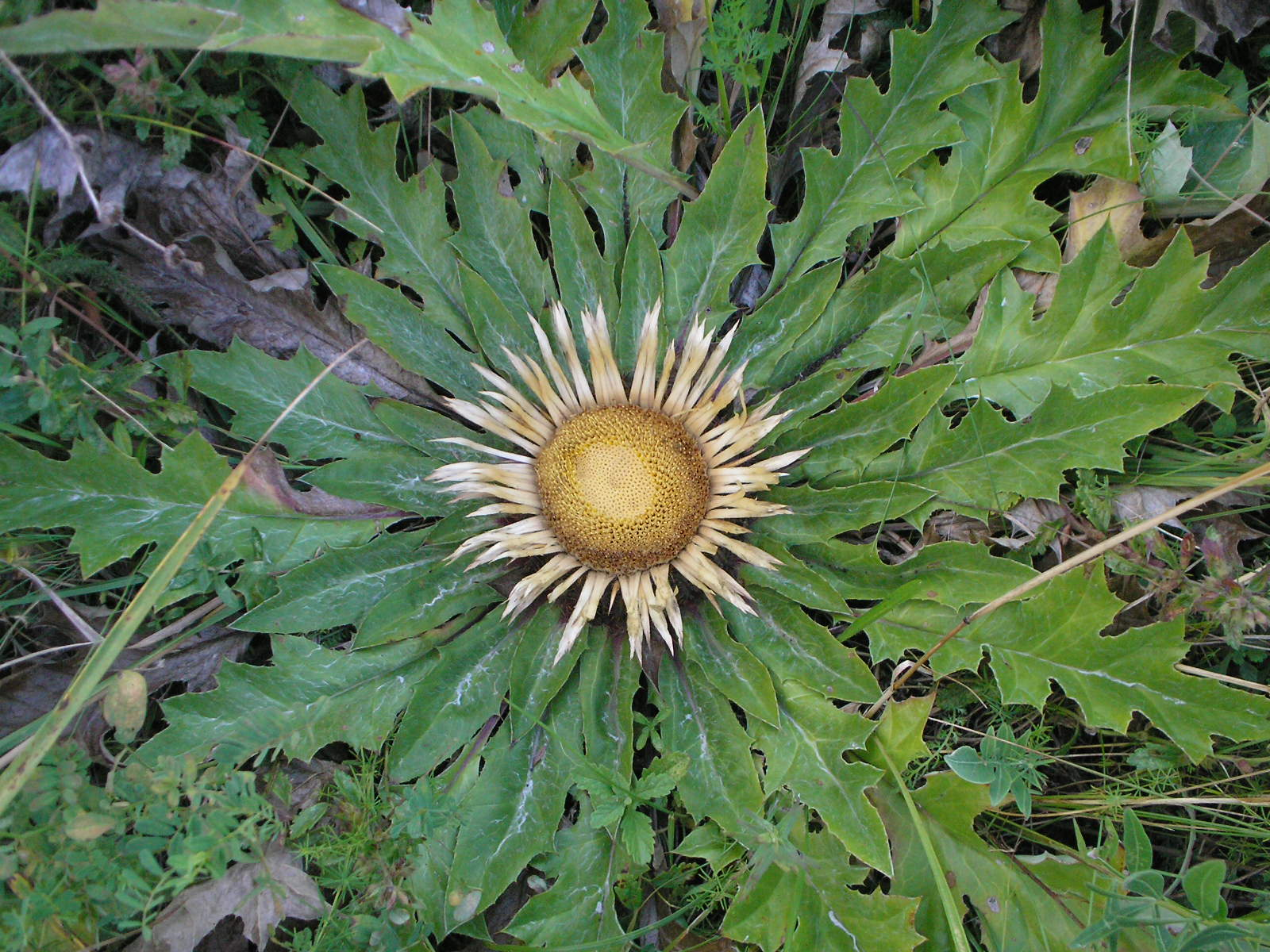
Carlina acanthifolia subsp. utzka

## Systematik und Verbreitung

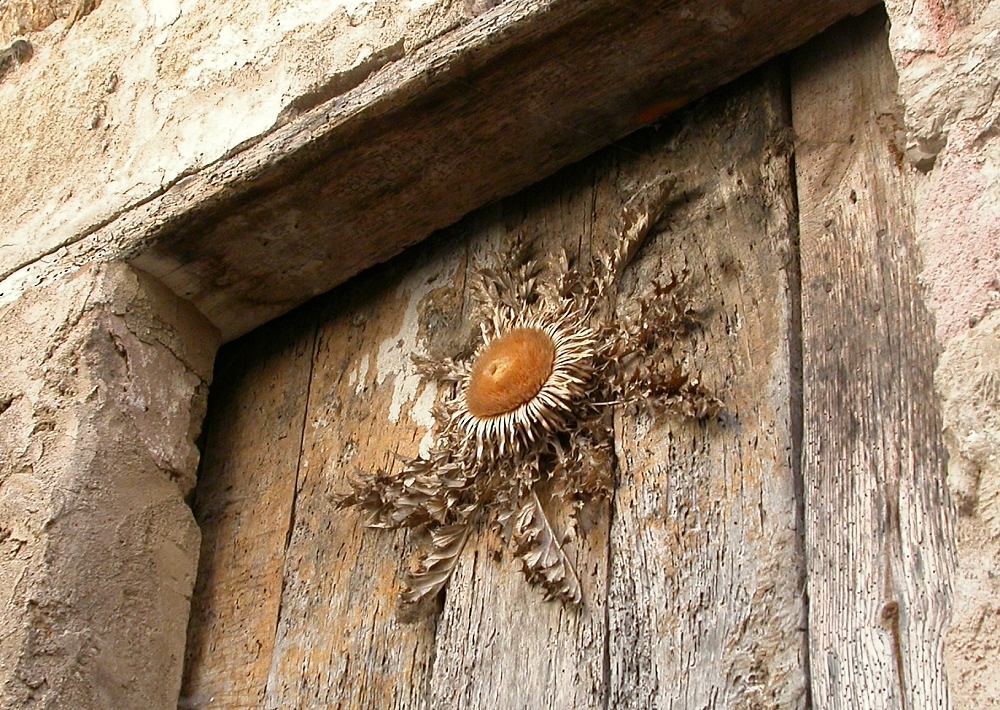
Wetteranzeiger in Languedoc-Roussillon in Südfrankreich

Die Erstveröffentlichung von Carlina acanthifolia erfolgte 1773 durch Carlo Allioni in Auctarium ad Synopsim Methodicam Stirpium Horti Regii Taurinensis, S. 15 adnot. 55.
Carlina acanthifolia ist in Südeuropa von der Iberischen Halbinsel bis zur Balkanhalbinsel und bis Rumänien und die Ukraine verbreitet. In Deutschland ist sie ein lokal eingebürgerter Neophyt. So kommt sie beispielsweise in einem Trockenrasen an der Enz zwischen Mühlhausen und Lomersheim bei Mühlacker in Baden-Württemberg und bei Bamberg in Bayern seit etwa 1970–80 eingebürgert vor.
Die Art Carlina acanthifolia umfasst je nach Autor etwa drei Unterarten:
- Carlina acanthifolia All. subsp. acanthifolia: Sie kommt nur in Frankreich und in Italien vor.[8]
- Carlina acanthifolia subsp. cynara (Pourr. ex DC.) Arcang.: Sie kommt in Spanien, in Andorra und in Frankreich vor.[8]
- Carlina acanthifolia subsp. utzka (Hacq.) Meusel & Kästner (Syn.: Carlina utzka Hacq., Carlina onopordifolia Szafer & al.): Sie kommt auf der Balkanhalbinsel, in Polen, Moldawien und in der Ukraine vor.[8] Die Chromosomenzahl dieser Unterart ist auch 2n = 20.[4] Die Bezeichnung der Unterart utzka bezieht sich auf Učka, ein Gebirge in Istrien (italienisch: Monte Maggiore).[9]

## Nutzen
Ebenso wie Carlina acaulis wird auch Carlina acanthifolia als Wetteranzeiger, z. B. zur Voraussage von regnerischem Wetter, genutzt. Eine Erläuterung findet sich unter Wetterdistel.